# Java API
API Java, bao gồm trong JDK, mô tả chức năng của mỗi thành phần của nó. Trong lập trình Java, nhiều thành phần này được tạo ra và thường được sử dụng. Do đó, lập trình viên có thể áp dụng mã đã viết trước thông qua API Java. Sau khi tham khảo các lớp và gói API có sẵn, lập trình viên dễ dàng gọi các lớp mã hóa và gói cần thiết để triển khai.
API là một thư viện các lớp, gói và giao diện Java có sẵn. Ba loại API như sau:
- Chính thức Java lõi API, được kèm với tải về JDK
- API Java chính thức tùy chọn, có thể được tải xuống nếu cần
- Các API không chính thức, là các API của bên thứ ba có thể được tải xuống từ các trang web nguồn

Các API giúp lập trình xác định chức năng lớp, gói, các tham số và các thông tin cần thiết khác. API chính thức bao gồm các gói, ví dụ gói applet, đồ hoạ và gói swing GUI, gói đầu vào / đầu ra (IO) và Tóm tắt Windows Toolkit (AWT).
Có ba khung khi API khởi động, như sau:
- Khung đầu tiên hiển thị tất cả các thành phần API (các lớp và gói).
- Khi một gói cụ thể được chọn, khung thứ hai hiển thị tất cả các giao diện, các lớp và các ngoại lệ của gói cụ thể đó.
- Khung thứ ba và khung chính cung cấp tổng quan về tất cả các gói API, có thể mở rộng trong khung chính để hiển thị chỉ mục, phân cấp lớp và các phần trợ giúp.